# Сигал, Исаак Яковлевич
Исаа́к Я́ковлевич Сига́л (род. 31 марта 1927, Винница) — советский и украинский учёный в области сжигания топлива и защиты воздушного бассейна от загрязнения, заслуженный деятель науки и техники Украины, доктор технических наук, профессор, академик Академии инженерных наук Украины, заведующий отделом защиты атмосферного воздуха от загрязнения Института газа Национальной академии наук Украины.
В 1960-х — 1970-х годах И. Я. Сигалом впервые в СССР проведены исследовательские работы по изучению образования оксидов азота в факеле, разработаны научные основы образования оксидов азота в топочных процессах, созданы новое направление и научная школа, которая занимается условиями образования и методами сжигания топлива в котлах электростанций, промышленных и отопительных котлов со сниженным образованием оксидов азота, а также методами термического обезвреживания промышленных газовых выбросов в атмосферу.
Его монография «Защита воздушного бассейна при сжигании топлива» и её второе переработанное и дополненное издание (тираж двух изданий — 12 тысяч экз.) и основополагающие статьи по образованию оксидов азота в журналах «Теплоэнергетика», «Промышленная энергетика», «Энергомашиностроение», «Газовая промышленность» (Москва), «Экотехнологии и энергосбережение» (Киев) и др. известны широкому кругу специалистов.
Разработанные Сигалом и его учениками методы и горелки со сниженным образованием оксидов азота внедрены более, чем на 100 котлах электростанций и на 900 мощных водогрейных и промышленных котлах.
Специальные газовые котлы ТВГ (ныне КВГ) и другие, производительностью 4…10 МВт, разработанные под его руководством, поставляют тепло в жилые кварталы с населением 9 млн жителей.
В последние годы ведётся комплекс работ по модернизации водогрейных котлов ТЭЦ, мощностью 58…210 Мвт, исследованию и внедрению процессов сжигания биогаза в промышленных котлах.
Под его руководством подготовлены и защищены 20 кандидатских диссертаций. Сигал автор более 450 печатных работ, в том числе 14 монографий, свыше 60 авторских свидетельств и патентов на изобретения (патенты Украины, России, Германии, США, Канады, Италии, Египта и др.).
Сигал является членом секции комитета по государственным премиям Украины, членом учёного совета по присуждению степени доктора технических наук, членом редколлегий 3 научно-технических журналов, награждён многими медалями, в том числе медалью ЮНЕСКО «Человек и биосфера 1975—1985 гг»., «Изобретатель СССР», 2 золотыми и 1 серебряной медалями ВДНХ СССР, дважды — знаками «Благодарность» Киевской горгосадминистрации.

## Биография

Родился в 1927 году в Виннице. Отец, Яков Сигал — инженер-электрик, мать, Густа Штернберг — учительница. Закончил Киевский политехнический институт в 1948 году, инженер-теплотехник. С 1949 года работает в Институте газа НАНУ, с 1961 года — зав. отделом. Защитил кандидатскую (1958), докторскую (1971) диссертации; с 1980 — профессор. В 1998 И. Я. Сигалу присвоено почётное звание Заслуженный деятель науки и техники Украины.

### Семья
Женился на детском враче - ортопеде, Элле Захаровне Товбиной, в 1955 г. родился их сын Александр.

## Внедрённые разработки
1950—1960 гг. — методы перевода на газ отопительных котлов и печей. Подовые горелки с прямой щелью применены на 3000 паровых и водогрейных котлах, методы перевода печей на газ применены на 500000 печах.
1960—1965 гг. — специальные газовые водогрейные котлы ТВГ (и их модификация КВГ) производительностью 4..10 МВт. В эксплуатации 8500 котлов: теплоснабжение кварталов городов Украины, Подмосковья, Поволжья, Сибири, Прибалтики.
1965—1980 гг. — методы термической очистки газовых выбросов в топках котлов, применены на 20 заводах.
1966—1990 гг. — механизм и методы снижения оксидов азота в котлах. Горелки ступенчатого сжигания и другие разработки применены на котлах электростанций и крупных котельных Киева, Москвы, Львова, Казани, Сургута, Вильнюса, Риги, Софии и др. (всего свыше 1000 котлов).
1991—2007 гг. — методы модернизации мощных водогрейных котлов (Дарницкая ТЕЦ, «Житомиртеплокоммуненерго»).
2000—2007 гг. — процессы и горелочные устройства для сжигания биогаза в паровых котлах (Бортнические очистные сооружения, Киев; спиртовые заводы г. Электрогорск (Россия), Лужаны (Украина).

## Награды
- Орден «За заслуги» ІІІ (2009)[1]
- Государственная премия Украины в области науки и техники (2012)[2]
- Заслуженный деятель науки и техники Украины (1998)[3]

## Основные монографии
1. Сигал И. Я. Газогорелочные устройства котельных установок. — Киев: Гостехиздат УССР, 1961. - 161 с
2. Сигал И. Я. Сжигание газа в промышленных котельных. — Киев: Изд-во Гос. унив., 1962. — 54 с.
3. Газовые водогрейные промышленно-отопительные котлы / И. Я. Сигал, Е. М. Лавренцов, О. И. Косинов, Э. П. Домбровская. — Киев: Техника, 1967. — 145 с.
4. Сигал И. Я. Защита воздушного бассейна при сжигании топлива. — Л.: Недра, 1977. - 293 с.
5. Сигал И. Я. Защита воздушного бассейна при сжигании топлива. Изд. перер. и доп. — Л.: Недра, 1988. - 311 с.
6. Сигал И. Я., Домбровская Э. П., Дупак А. С. Методы снижения выбросов оксидов азота и серы в атмосферу электростанциями США. — Киев: НТОЭ и Э УССР, 1991. — 37 с.
7. Сигал И. Я., Славин В. И., Шило В. В. Очистка промышленных выбросов от оксидов серы и азота. — Харьков: Оригинал, 1999. — 142 с.
8. Защита воздушного бассейна от оксидов серы / Г. Г. Михайленко, Д. В. Миронов, И. Я. Сигал. — Одесса: Астропринт, 2001. — 84 с.

### Под редакцией И. Я. Сигала
1. Образование окислов азота в процессах горения и пути снижения их выброса в атмосферу. — Киев: Знание, 1974. — 61 с.
2. Образование окислов азота в процессах горения и пути снижения выброса их в атмосферу. — Киев: Наукова думка, 1979. — 172 с.
3. Окислы азота в продуктах сгорания топлив. — Киев: Наукова думка, 1981. — 204 с.
4. Термическая и каталитическая очистка газовых выбросов. — Киев: Наукова думка, 1984. — 156 с.
5. Оксиды азота в продуктах сгорания и их преобразование в атмосфере. — Киев: Наукова думка, 1987. — 144 с.
6. Термокаталитическая очистка и снижение токсичных выбросов в атмосферу. — Киев: Наукова думка, 1989. — 172 с.
7. Методическое пособие по проведению комплексных эколого-теплотехнических испытаний котлов, работающих на газе и мазуте. — Киев: ВНИПИтрансгаз, ротапринт, 1992. — 213 с.